# Hajó Sándor
Hajó Sándor, eredetileg Hoffmann Sándor (Budapest, 1876. február 11. – ?, 1944) drámaíró, színikritikus, műfordító, dramaturg.

## Életrajza
Hoffmann Vilmos cseszneki születésű kereskedő és Königsberger Regina fia. Középiskolai tanulmányainak elvégzését követően magántisztviselő lett, de nemsokára lemondott állásáról, és csak az irodalomnak élt. 1926 szeptemberétől a Belvárosi Színház dramaturgja volt. 1944-ben a fasizmus áldozata lett.
Eredeti színműveit és drámáit elsősorban ügyes színpadtechnika jellemezte. Sok német, angol, francia darabot fordított magyarra. 1907-ben dramatizálta Oscar Wilde Dorian Gray arcképe című regényét.

## Művei
- Dombay úr felesége (vígjáték 1 felvonásban. Bemutató: 1899. szeptember 15. Vígszínház)
- Éjfél után (vígjáték 3 felvonásban. Bemutató: 1900. november 2. Nemzeti Színház)
- A holnap (vígjáték 3 felvonásban. Bemutató: 1908. november 17. Magyar Színház)
- Mary Ann (operett 3 felvonásban. Társszerző: Gábor Andor. Zenéjét szerezte: Kacsóh Pongrác. Bemutató: 1908. december 5. Király Színház)
- Fiúk és lányok (színmű 3 felvonásban. Bemutató: 1911. január 14. Magyar Színház)
- Lakájok (színmű 3 felvonásban. Bemutató: 1913. március 1. Vígszínház)
- Délibáb utca 7. (verses játék 3 felvonásban. Bemutató: 1915. január 30. Vígszínház)
- A nap lovagjai (színmű 3 felvonásban. Bródy Sándor regényéből. Bem. 1916. december 11. Vígszínház)
- Démonok (komédia 3 felvonásban. Bemutató: 1916. december 21. Vígszínház)
- Az ötvenéves férfi (komédia 3 felvonásban. Bemutató: 1919. január 4. Belvárosi Színház)
- A pletyka (komédia 3 felvonásban. Bemutató: 1920. november 13. Vígszínház)

### Fordításai

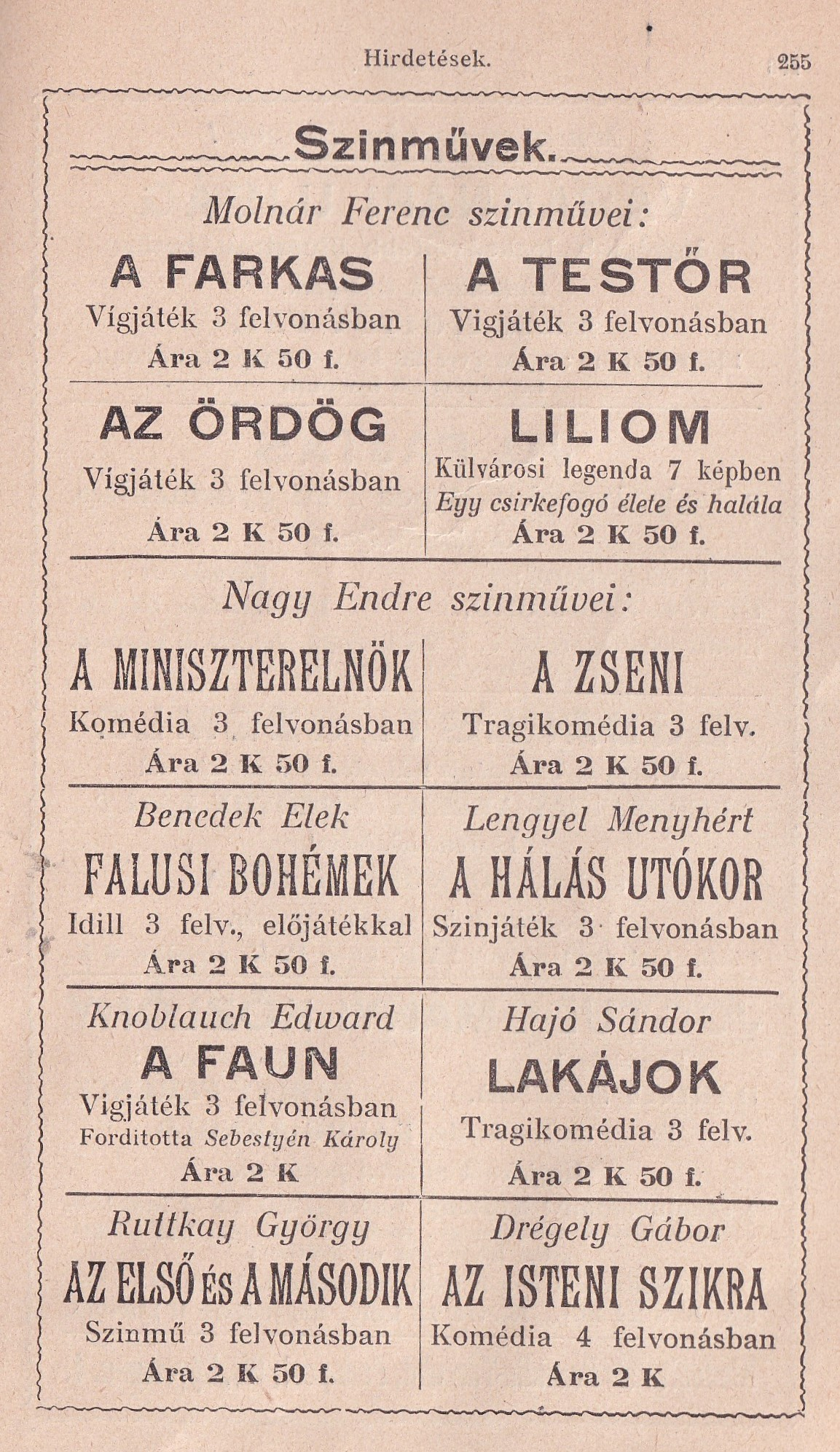
Lakájok című művének korabeli hirdetése

- Doktor Nebántsvirág (bohózat 3 felvonásban. Írták Maurice Desvalliéres és Mars. Bemutató: 1903. október 3. Vígszínház)
- A szép mosónő (operett 3 felvonásban. Írták Toché és Blum. Társszerző: Hevesi S. Zenéjét szerezte: Jacques Offenbach. Bemutató: 1904. szeptember 3. Király Színház)
- Dorian Gray (dráma 5 felvonásban. Írta Oscar Wilde. Bemutató: 1907. október 23. Magyar Színház)
- Gretchen (tréfa 3 felvonásban. Írták Dawis és Lipschütz. Bemutató: 1907. december 6. Magyar Színház)
- A sötét pont (bohózat 3 felvonásban. Írták Gustav Kadelburg és Rudolf Presber. Bemutató: 1910. január 29. Magyar Színház)
- A koncert (vígjáték 3 felvonásban. Írta Bahr Herman. Bemutató: 1910. április 16. Magyar Színház)
- Kis lord (életkép 3 felvonásban. Írta Burnett Hodgson. Bemutató: 1910. december 17. Magyar Színház)
- Nagy diákok (vígjáték 3 felvonásban. Írták Pierre Veber és Serge Bassel. Bemutató: 1911. szeptember 23. Magyar Színház)
- Az apja lánya (színmű 4 felvonásban. Írták Guinon és Buchinet. Bemutató: 1915. április 10. Magyar Színház)
- A nők lovagja (vígjáték 1 felvonásban. Írta Labiche. Bemutató: 1915. június 11. Magyar Színház)
- Évike (vígjáték 3 felvonásban. Írta Ott O. Bemutató: 1915. október 30. Magyar Színház)
- Állomásfőnök (kis verses játék. írta André Piccard. Bemutató: 1919. november 27. Madách Színház)
- A szigorú piktor (vígjáték 1 felvonásban. Írta Tristan Bernard. Bemutató: 1920. október 1. Belvárosi Színház)
- Az apám felesége (vígjáték 3 felvonásban. Írta Louis Verneuil. Bemutató: 1921. máj. 6. Belvárosi Színház)
- Kiki (vígjáték 3 felvonásban. Írta André Piccard. Bemutató: 1923. február 10. Belvárosi Színház)
- Szépség (vígjáték 3 felvonásban. Írta Jacques Deval. Bemutató: 1924. május 17. Magyar Színház)
- A papának igaza volt (vígjáték 3 felvonásban. Írta Sacha Guitry. Bemutató: 1924. május 24. Magyar Színház)
- Nagyvilági lányok (vígjáték 3 felvonásban. Írták Paul Armont és Marcel Gerbidon. Bemutató: 1926. október 17. Renaissance Színház)
- Calais - Dover (vígjáték 3 felvonásban. Írta Julius Berstl. Bemutató: 1926. október 1. Belvárosi Színház)
- A fehér egér (komédia 4 felvonásban. Írta Armont és Gerbidon. Bem. 1927. január 20. Belvárosi Színház)
- Tücsök (bohózat 3 felvonásban. Írták Meilhac és Halévy. Felújította a Nemzeti Színház február 4.)
- Húsvéti vakáció (vígjáték 3 felvonásban. Írta Romain Coolus. Bemutató: 1927. április 30. Kamara Színház)
- Tied a szívem! (vígjáték 3 felvonásban. Írta Romain Coolus és Hennequin. Bemutató: 1927. november 18. Belvárosi Színház)
- A csókok koldusa (dráma 4 felvonásban. Írták Duvernois és Birabeau. Bemutató: szeptember 14. Belvárosi Színház)
- Én és a húgom (vígjáték 3 felvonásban. Írta Verneuil L. Bemutató: 1929. január 5. Belvárosi Színház)